# Thyriochlorota ingleberti
Thyriochlorota ingleberti är en skalbaggsart som beskrevs av Soula 2002. Thyriochlorota ingleberti ingår i släktet Thyriochlorota och familjen Rutelidae. Inga underarter finns listade i Catalogue of Life.